# Protarchaeopteryx robusta
Il protarcheotterige (Protarchaeopteryx robusta) è un dinosauro vissuto nel 
Cretaceo inferiore (circa 125 milioni di anni fa), appartenente ai celurosauri. A causa delle sue somiglianze con gli uccelli, originariamente era stato descritto come uno stretto parente dell'antico uccello Archaeopteryx.

## Descrizione
Questo animale, delle dimensioni di un tacchino, possedeva caratteristiche intermedie tra i tipici dinosauri teropodi e gli uccelli. Erano presenti penne ben sviluppate che si estendevano dalla coda, corta e robusta. Le zampe anteriori erano lunghe e snelle, e possedevano tre dita con artigli ricurvi e appuntiti. Le ossa erano cave come quelle degli uccelli, ed era presente una furcula (osso dei desideri), come anche in molti teropodi e in tutti gli uccelli. Il cranio era alto e corto, e possedeva denti anteriori prominenti e allungati.

## Classificazione
I resti di protarcheotterige sono stati ritrovati nella formazione Yixian, in strati del Cretaceo inferiore (inizio dell'Aptiano, circa 125 milioni di anni fa). 
Benché il nome Protarchaeopteryx faccia supporre una parentela con l'uccello primitivo Archaeopteryx, in realtà questo animale faceva parte di un gruppo di dinosauri teropodi non strettamente imparentati con gli uccelli, gli oviraptorosauri. Tra questi, Protarchaeopteryx era uno dei più primitivi, ed è possibile che il dinosauro noto come Incisivosaurus sia uno stretto parente, o addirittura congenerico.

## Stile di vita
Probabilmente questo animale era un erbivoro o un onnivoro, come indicherebbe il suo strano cranio e la dentatura. Le zampe anteriori, tuttavia, sono munite di artigli simili a quelle dei piccoli dinosauri carnivori. Protarchaeopteryx possedeva penne simmetriche sulle sue braccia. Poiché i moderni uccelli che posseggono questo tipo di piumaggio non volano, è probabile che anche Protarchaeopteryx fosse inetto al volo; la struttura scheletrica dell'animale confermerebbe questa ipotesi.